# 奧洛穆茨研究圖書館
奧洛穆茨研究圖書館（捷克語：Vědecká knihovna v Olomouci）是捷克奧洛穆茨的一個公共圖書館。
該圖書館由奧洛穆茨學院於1566年建立，直至1860年作為奧洛穆茨大學（現帕拉茨基大學）圖書館使用。
如今，它是捷克共和國最大的圖書館之一，收藏著獨特的歷史資料，其中包括1,451份手稿和1,700份古籍。
49°35′37.65″N 17°14′49.42″E / 49.5937917°N 17.2470611°E

## 外部連結
- 官方网站